# Mięsień odwodziciel długi kciuka

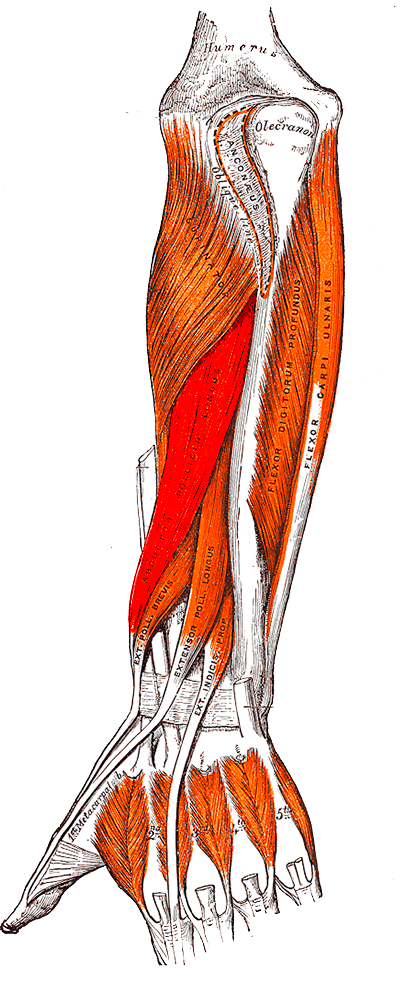
Mięsień odwodziciel długi kciuka oznaczony na czerwono.

Mięsień odwodziciel długi kciuka (łac. musculus abductor pollicis longus) – w anatomii człowieka największy mięsień warstwy głębokiej grupy tylnej mięśni przedramienia. Przyczep proksymalny znajduje się na powierzchni tylnej kości łokciowej oraz błonie międzykostnej i na powierzchni tylnej kości promieniowej. Biegnie ku dołowi w stronę promieniową. Zakończony jest płaskim ścięgnem przebiegającym między prostownikami promieniowymi nadgarstka a mięśniem zginaczem promieniowym nadgarstka. Przechodzi przez pierwszy przedział troczka prostowników. Przyczep dystalny znajduje się na podstawie I kości śródręcza, kości czworobocznej większej, w niektórych odmianach także zrasta się ze ścięgnem mięśnia prostownika krótkiego kciuka oraz z brzuścem mięśnia odwodziciela krótkiego kciuka.
Unaczyniony jest przez tętnicę międzykostną tylną, a unerwiony przez gałąź głęboką nerwu promieniowego (nerw międzykostny tylny).
Mięsień ten odwodzi i odprowadza kciuk, odwodzi rękę w stronę promieniową, a także zgina ją w kierunku dłoniowym.